# مدال زبابي كبير طويل الذيل
مدال زبابي كبير طويل الذيل (الاسم العلمي: Microgale principula)، نوع من الثدييات المنتمية إلى فصيلة المداليات. موطنه مدغشقر. موائله الطبيعية هي غابات الأراضي الرطبة شبه الاستوائية أو الاستوائية أو الغابات الجبلية الرطبة. وهو مهدد بفقدان موائله.